# Берлинский синдром
«Берлинский синдром» — австралийский триллер режиссёра Кейт Шортланд по одноимённому роману Мелани Джустен. Мировая премьера состоялась на фестивале «Сандэнс» 20 января 2017 года. Выход в широкий прокат в России состоялся 20 июля 2017 года.

## Сюжет
Фильм расскажет о молодой журналистке Клэр, отправляющейся в Германию, где она знакомится с харизматичным парнем Энди, в результате чего между ними появляется притяжение. Проснувшись после бурной ночи страсти, Клэр осознаёт, что Энди запер её в квартире и не собирается отпускать.

## Интересные факты
«Берлинский синдром» — производное от психологического термина «стокгольмский синдром», описывающего привязанность жертвы и похитителя.

## В ролях
- Тереза Палмер — Клэр
- Макс Римельт — Энди Вернер
- Люси Арон — Элоди Задикан
- Маттиас Хабих — Эрих Вернер, отец Энди
- Эмма Бадинг — Фрэнка Хуммельс, ученица Энди
- Эльмира Бахрами — Яна
- Кристоф Франкен — Питер
- Лара Мари Мюллер — Силке
- Маша Вулф — Маша
- Маттиас Рассел — Якоб
- Морган Ферру — Джесси Ламарк
- Тусо Леквапе — Билли Дхарма
- Нассим Ават — Арон Гурвиц